# Абдуль-Кадир аль-Арнаут
А́бду-ль-Ка́дир аль-Арнау́т (араб. عبد القادر الأرناؤوط‎; 1928, село Врела, Косово, — 26 ноября 2004, Дамаск) — исламский богослов-хадисовед албанского происхождения, большую часть жизни проживший в Сирии.

## Биография
Абду-ль-Кадир аль-Арнаут (настоящее имя: Кадри Соколи) родился в 1928 году в селе Врела на территории Косово, которая тогда входила в состав Государства словенцев, хорватов и сербов. Когда ему было всего лишь три года от роду, его семья по причине притеснений мусульман-албанцев со стороны сербов эмигрировало в Дамаск (Сирия). Вскоре после переезда скончалась его мать.
Аль-Арнаут получил начальное образование в школе «аль-Адаб аль-Ислами», где учился в течение двух лет, затем поступил в школу «аль-Исааф аль-Хайри», где обучался в течение пяти лет. Затем он начал подрабатывать в часовой мастерской Саида аль-Ахмара, который был религиозно образованным человеком и выпускником университета аль-Азхар. Никаких официальных учебных заведений аль-Арнаут не заканчивал, вместо этого он посещал уроки множества известных улемов Дамаска того времени. В числе его шейхов: Субхи аль-Аттар, Сулейман Гавиджи аль-Албани, Хамди аль-Арнаут, Нух Наджати аль-Албани (отец Насируддина аль-Албани), Мухаммад Салих аль-Фарфур и другие.
В последние годы жизни шейх аль-Арнаут был хатибом в мечети «аль-Мухаммади». Однажды, когда мусульмане Дамаска приняли участие в христианском празднике, Абдуль-Кадир аль-Арнаут призвал мусульман не употреблять спиртные напитки и не участвовать в праздниках неверующих, за что был обвинён в разжигании межрелигиозной розни. Власти запретили ему выступать с проповедями, но он продолжил свою преподавательскую деятельность.
Абду-ль-Кадир аль-Арнаут скончался утром в пятницу, 26 ноября 2004 года (13 шавваля 1425 года хиджры) в Дамаске. Джаназа-намаз над ним прочитали в тот же день, после пятничной молитвы. Молитвой руководил его сын Махмуд аль-Арнаут.